# František Preisler
František Preisler ml. (23. října 1973 Olomouc – 30. července 2007 Elba) byl český dirigent, operní zpěvák a varhaník, syn režiséra Františka Preislera. Vystudoval hru na varhany na brněnské konzervatoři, soukromě zpěv, kompozici a hru na trombon, studoval také dirigování na Hudební fakultě Janáčkovy akademie múzických umění v Brně. Od roku 1990 byl korepetitorem a od roku 1991 dirigentem brněnské opery. Šéfdirigentem Hudebního divadla v Karlíně se stal roku 1993. V témže roce se stal laureátem Mezinárodní pěvecké soutěže Franze Lehára v Komárně. V roce 1994 nastudoval českou premiéru muzikálu Jesus Christ Superstar. Od roku 1995 do roku 2003 působil jako dirigent opery Národního divadla v Praze. V roce 1996 absolvoval Mistrovský dirigentský kurz ve Vídni u J. Kalmara. Od roku 2002 byl šéfdirigentem Moravské filharmonie Olomouc.
Byl blízkým přítelem zpěváka Karla Gotta.
S manželkou houslistkou Radkou Preislerovou má dva syny. Starší Matěj (nar. 2000) je absolventem Křesťanského gymnázia a filmové režie na Filmové akademii Miroslava Ondříčka v Písku, režisérem oceňovaných studentských filmů, dabérem či imitátorem a mladší Václav (nar. 2001) vystudoval herectví na VOŠ herecké v pražské Michli a zároveň hraje v několika menších divadelních rolích v Hudebním divadle Karlín.  
František Preisler zemřel v důsledku epileptického záchvatu, který jej postihl při koupání v moři.